# Roxatidina
La roxatidina (roxatidina acetato cloridrato) è una molecola che è dotata di attività antagonista specifica e competitiva sui recettori H2 dell'istamina. In Italia il farmaco è venduto con i nomi commerciali di Roxit (Sanofi-Aventis), Gastralgin (Istituto De Angeli) e NeoH2 (Boniscontro e Gazzone). La roxatidina si caratterizza per un'affinità molto elevata verso i recettori H2 gastrici e gli studi sperimentali ne hanno mostrato la sicurezza e l'efficacia nell'inibire l'ipersecrezione gastrica indotta da diversi sostanze secretagoghe.

## Farmacocinetica
Dopo somministrazione orale il farmaco viene assorbito rapidamente ed in modo pressoché completo (> 95%). Non sembrano esservi interferenze significative in presenza di concomitante somministrazione di alimenti. Dopo l'assorbimento la roxatidina acetato viene rapidamente metabolizzata, grazie ad una desacetilazione a livello intestinale, epatico, sierico, polmonare e renale, nel suo principale metabolita attivo, la roxatidina. È possibile dosare il metabolita sia nel siero sanguigno che nelle urine. Il picco di concentrazione plasmatica (CMax) del metabolita desacetilato viene raggiunto circa tre ore dopo la somministrazione.

L'emivita di eliminazione plasmatica è di circa 6 ore. Il farmaco viene eliminato prevalentemente per via renale (nella misura del 90-99%), sotto forma di desacetil derivato, sia in forma libera che glucuronata (circa l'80%).

## Usi clinici
Il farmaco viene utilizzato nelle patologie gastrointestinali associate ad ipersecrezione acida gastrica, e specificamente nell'ulcera duodenale, nell'ulcera gastrica e nella esofagite da reflusso. 
Il farmaco può anche essere utilizzato con finalità di profilassi delle medesime manifestazioni.

## Effetti collaterali ed indesiderati
L'effetto indesiderato più frequente è rappresentato dalla cefalea. Più raramente il farmaco può comportare nausea, vomito, diarrea o stipsi, bradi o tachicardia, ginecomastia, alterazioni della libido, capogiro, irrequietezza, sonnolenza, allucinazioni, confusione mentale. Sono anche stati segnalati rash cutanei ed orticaria.

## Controindicazioni
Il farmaco è controindicato nei soggetti con ipersensibilità nota al principio attivo e nei soggetti con grave insufficienza epatica o renale.

## Dosi terapeutiche
La posologia giornaliera è di 150 mg, in somministrazione unica alla sera. Il dosaggio può anche essere ripartito in due somministrazioni di 75 mg ciascuna, al mattino ed alla sera.
Roxatidina acetato è in grado di determinare la scomparsa della sintomatologia dolorosa entro pochi giorni dall'inizio della terapia e di guarire le ulcere in genere nell'arco di quattro settimane. Tempi più lunghi (circa 6 settimane) sono necessari per la guarigione dell'esofagite.

## Gravidanza ed allattamento
La roxatidina acetato passa nel latte materno. Durante l'allattamento ed in caso di gravidanza presunta od accertata, il farmaco deve essere utilizzato solo in caso di effettiva necessità e sotto diretto controllo medico.

## Avvertenze
Prima di iniziare un trattamento con un antagonista dei recettori H2 dell'istaminala è sempre necessario escludere l'eventuale natura maligna di un'ulcera gastrica.

Roxatidina è escreta quasi interamente per via renale, nei soggetti affetti da insufficienza renale di grado lieve (clearance della creatinina compresa tra 20 e 50 ml/min) è necessario dimezzare la dose usuale, assumendo perciò 75 mg/die. In soggetti affetti da insufficienza renale grave (clearance della creatinina inferiore a 20 ml/min) la posologia deve essere ulteriormente diminuita e non si deve oltrepassare il dosaggio di 75 mg ogni 2 giorni.

Circa il 30% del farmaco è metabolizzato a livello del fegato, perciò l'impiego di roxatidina nei soggetti con insufficienza epatica non è raccomandato.

## Interazioni
La roxatidina acetato non interferisce con l'attività del citocromo P-450, metabolizzante i farmaci. Probabilmente è perciò che fino ad oggi non è nota alcuna interazione specifica del principio attivo con altri farmaci.

Il farmaco riducendo l'acidità gastrica può comunque comportare un alterato assorbimento di molti farmaci, ad esempio del ketoconazolo.